# Північно-Двінський ВТТ
Північно-Двінський ВТТ, Сєвдвінлаг (рос. СЕВЕРО-ДВИНСКИЙ ИТЛ, Севдвинлаг) — структурна одиниця системи виправно-трудових таборів Народного комісаріату внутрішніх справ СРСР (ГУЛАГ НКВД). Організований 25 вересня 1940 року; закритий 4 вересня 1946 року. Місцезнаходження — Архангельська область, місто Вельськ. Перший начальник — майор ГБ Макаров І. Д.
Станом на 1 липня 1941-го — 42117, на 1 січня 1946 року у ВТТ знаходилося 6969 ув'язнених.

## Виконувані роботи
- будівництво залізниці Коноша-Котлас,
- будівництво залізниці Коноша-Кожва з 12 березня 1941,
- підсобне с/г.